# Sabeller

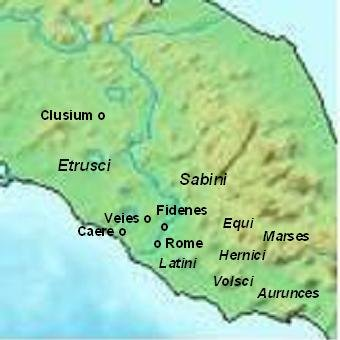
Några sabeller och andra folk i centrala Italien.

Sabeller är en sammanfattande beteckning på en rad italiska folk eller stammar som bodde i södra eller mellersta delarna av apenninska halvön under romarrikets första tid. Historikern Barthold Georg Niebuhr använder beteckningen för att benämna sabiner, marser, marruciner och vestiner. Plinius d.ä. och Strabon inkluderar även samniter i beteckningen sabeller. Ibland används ordet som en synonym till sabiner. 